# Варивончик, Виталий Александрович
Вита́лий Алекса́ндрович Вариво́нчик (бел. Віталь Аляксандравіч Варывончык; род. 9 марта 1972, Минск) — бывший белорусский футболист, вратарь. Тренер вратарей.

## Биография

### Карьера тренера
Тренерскую карьеру начал в 2008 году — был помощником главного тренера молодёжной сборной Беларуси Александра Хацкевича.
С января 2009 по май 2011 был тренером вратарей в российском ФК «Сибирь» (Новосибирск). Пришёл в команду по приглашению главного тренера «Сибири» Игоря Криушенко.
В 2012 году поступил в Академию тренерского мастерства Российского футбольного союза (РФС) в Москве.
В последние годы работал с вратарями команды по пляжному футболу «Спартак» (Москва). В ноябре 2017 года покинул ПФК «Спартак».
В январе 2018 года стал тренером вратарей казахстанского футбольного клуба Премьер-лиги «Иртыш» из Павлодара.
С декабря 2019 года — тренер вратарей в клубе «Ротор».

## Достижения
В 2006 году, играя за «Локомотив» (Витебск), выдал свою самую длинную «сухую» серию — 635 минут.